# 2281 Biela
A 2281 Biela (ideiglenes jelöléssel 1971 UQ1) a Naprendszer kisbolygóövében található aszteroida. Luboš Kohoutek fedezte fel 1971. október 26-án.